# Weinbergen

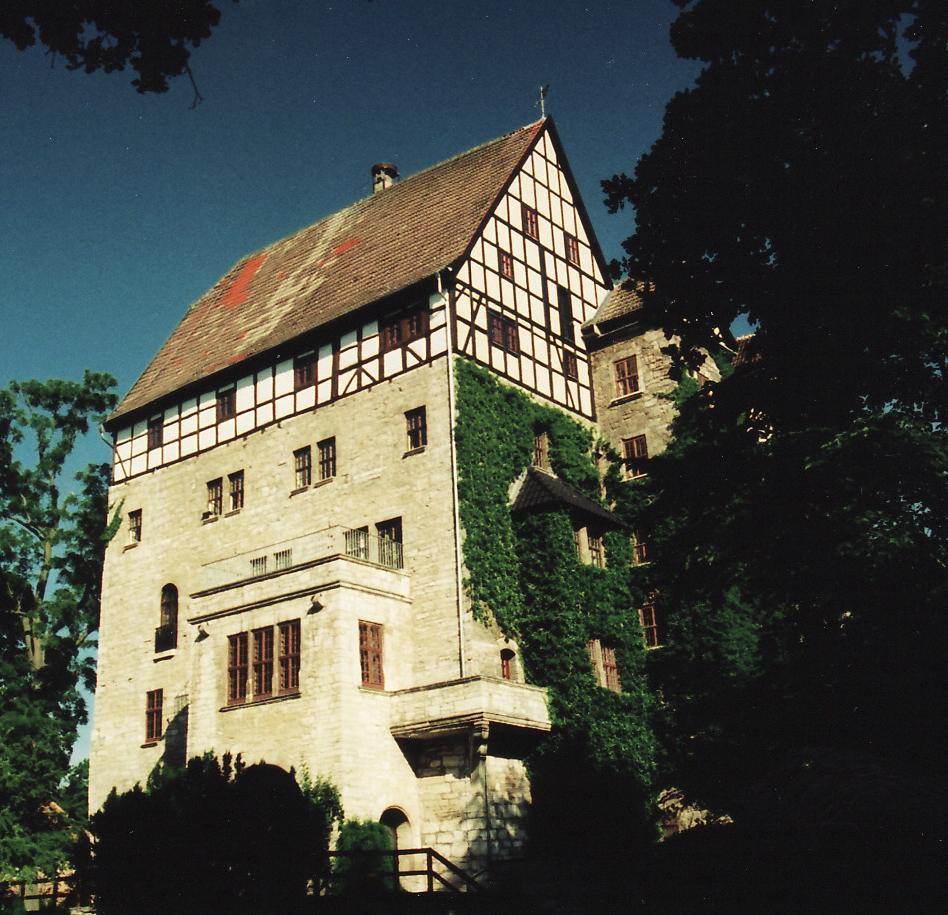
Das Wasserschloss in Seebach, Erkennungszeichen der Gemeinde Weinbergen

Weinbergen war eine Gemeinde im Unstrut-Hainich-Kreis in Thüringen. Sie entstand am 30. Juni 1994 im Zuge einer Gebietsreform durch den Zusammenschluss der Gemeinden Bollstedt, Grabe, Höngeda und Seebach und existierte bis zum 31. Dezember 2018. Am 1. Januar 2019 wurde die Gemeinde Weinbergen aufgelöst, ihr Gebiet mit den vier Ortsteilen wurde nach Mühlhausen eingemeindet. Überregional bekannt ist die in der ehemaligen Gemeinde gelegene Staatliche Vogelschutzwarte Seebach.

## Geografie

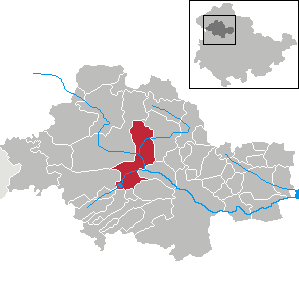
Lage der ehemaligen Gemeinde im Unstrut-Hainich-Kreis

Auf einer Fläche von 43,96 km² lebten 3068 Einwohner (Stand: 31. Dezember 2017). Die Telefonvorwahl der Gemeinde war 03601, die Postleitzahl 99998.

### Lage
Die Gemeinde Weinbergen schloss im Nordwesten an das Stadtgebiet von Mühlhausen/Thüringen an. Im Nordosten grenzte sie an Körner, im Südosten an die Verwaltungsgemeinschaft Unstrut-Hainich und im Westen an die Landgemeinde Vogtei. Das Gemeindegebiet lag in der Höhenlage zwischen 182 m ü. NN an der Unstrut bei Seebach und 389,8 m ü. NN auf dem im Norden gelegenen Forstberg.

### Gemeindegliederung

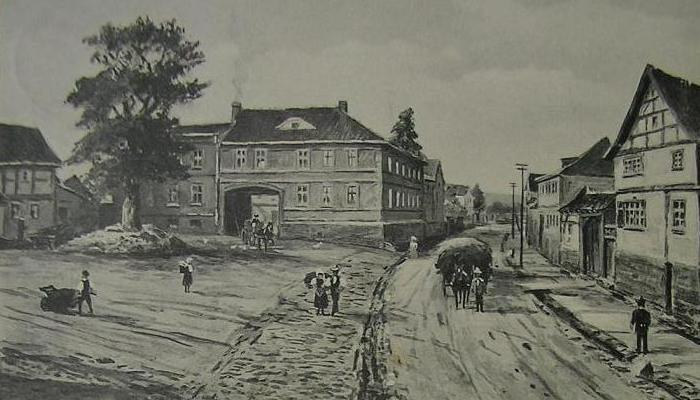
Dorfstraße in Großgrabe/Thüringen (1909) nach einem Gemälde von Otto Thomasczek

Die Gemeinde bestand aus den vier Ortsteilen Bollstedt, Grabe, Höngeda und Seebach.
Die Gemeindeverwaltung hatte ihren Sitz in Bollstedt.

### Gewässer
Die Gemeinde Weinbergen wurde von der Unstrut und ihren Nebenflüssen Notter und Seebach durchflossen.

### Verkehr
Durch das Gemeindegebiet verliefen die Bundesstraße 247 im Abschnitt Mühlhausen–Bad Langensalza sowie die Bundesstraße 249, die Mühlhausen mit Sondershausen verbindet.
Bollstedt war an den Stadtbusverkehr der Stadt Mühlhausen angeschlossen.
Im Nordwesten des Gemeindegebietes verlief die Trasse der stillgelegten Bahnstrecke Ebeleben–Mühlhausen mit den ehemaligen Haltepunkten Bollstedt und Grabe. Die Gleise und Brücken wurden 2007 abgebaut. Der nächstgelegene Anschluss an das Eisenbahnnetz bestand in Mühlhausen an der Bahnstrecke Gotha–Leinefelde.

### Klima
Eine Wetterstation mit längerer Messreihe befindet sich im Ortsteil Grabe. Mit 8,7 °C Jahresmitteltemperatur und 565 mm durchschnittlichem Jahresniederschlag ist das Klima von Grabe relativ warm, aber bereits trocken.

## Geschichte
Die Gemeinde Weinbergen entstand durch den freiwilligen Zusammenschluss der ehemals selbstständigen Gemeinden Bollstedt, Grabe, Höngeda und Seebach im Zuge der ersten Thüringer Gebietsreform am 1. Juli 1994. Am 8. März 2018 beschloss der Gemeinderat mit knapper Mehrheit die Eingliederung nach Mühlhausen zum 1. Januar 2019.

## Politik
Der Rat der Gemeinde Weinbergen bestand aus 16 Ratsfrauen und Ratsherren.
- FWG 7 Sitze (2009: 7)
- SPD 4 Sitze (2009: 5)
- CDU 5 Sitze (2009: 4)

(Stand: Kommunalwahl am 25. Mai 2014)
Der letzte hauptamtliche Bürgermeister Hans-Martin Menge wurde am 22. April 2012 wieder gewählt.

## Söhne und Töchter der Gemeinde
- Walter Burghardt (1885–1938), Politiker (NSDAP)
- Mechthild von Alemann (* 1937), Politikerin (FDP)

## Sonstiges
Mit 99998 hatte Weinbergen zusammen mit Körner die höchste Postleitzahl der Bundesrepublik Deutschland; die Zahl 99999 wurde zwar keiner Gemeinde zugeteilt, aber von der Deutschen Post AG am 9. September 1999 in einem Sonderstempel im Ort Körner genutzt.